# Grå slånknoppmal
Grå slånknoppmal (Argyresthia spinosella) är en fjärilsart som beskrevs av Henry Tibbats Stainton 1849. Grå slånknoppmal ingår i släktet Argyresthia, och familjen spinnmalar. Enligt den finländska rödlistan är arten nära hotad i Finland. Arten är reproducerande i Sverige. Artens livsmiljö är hagmarker och lövängar.

## Bildgalleri

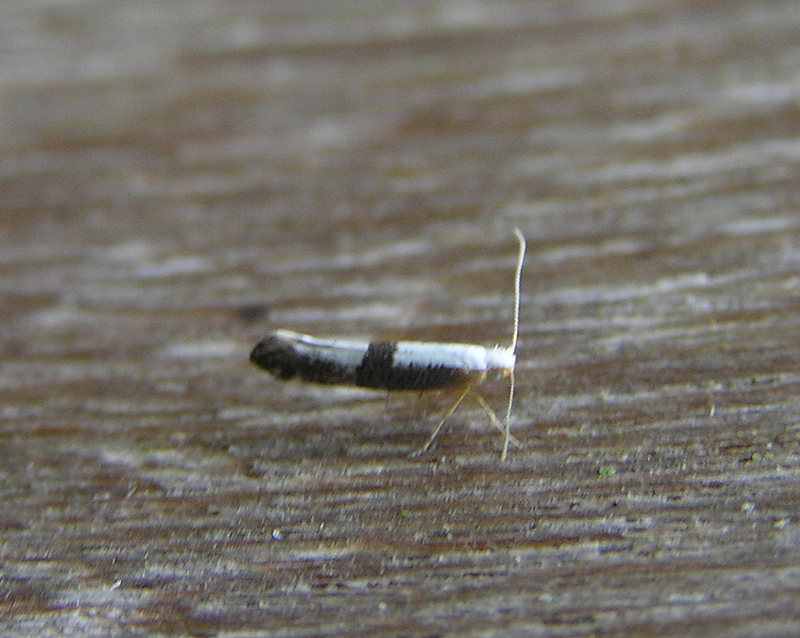
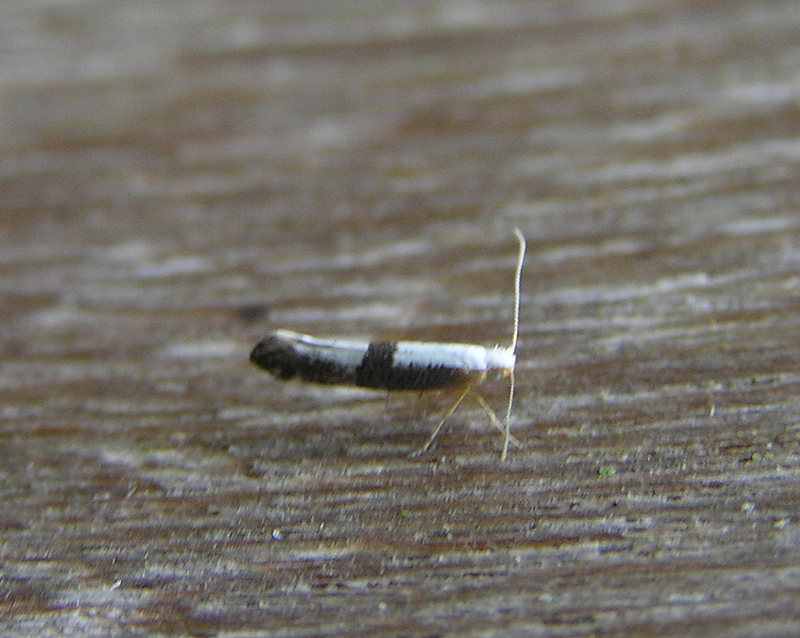